# Hoki Ryu
Hoki Ryu (伯耆流) är en äldre japansk svärdsskola som klassas som så kallad koryu. Denna skola skapades av Katayama Hoki no Kami Fujiwara Hisayasu som levde 1575–1650. Katayama fick av kejsaren efter en uppvisning 1604 titeln Hoki no Kami. År 1604 är idag det officiella året då Hoki Ryu grundades. I början hette skolan Ikkan Ryu, men idag benämner man den som Hoki Ryu eller Katayama Hoki Ryu.
Hoki Ryu tränas normalt med ett relativt litet antal kator, normalt 15 stycken. Dessa är uppdelade i två grupper, kallade omote roppon och chudan. Omote roppon består av sex kator och chudan består av nio kator.
I Sverige tränas Hoki Ryu Iaido idag i fem klubbar under överinseende av Morihiro Kimura Sensei (kyoshi 8 dan), från Kimura Dojo i Kumamoto, Japan. De svenska Hoki Ryu-klubbarna är sedan 2010 organiserade i Europeiska Hoki Ryu-förbundet.